# Єланліно
Єла́нліно (рос. Еланлино) — село у складі Кігинського району Башкортостану, Росія. Адміністративний центр Єланлінської сільської ради.
Населення — 796 осіб (2010; 893 в 2002).
Національний склад:
- татари — 74 %